# تاریخ داغستان
از نظر تاریخی، داغستان متشکل از فدراسیونی از شاهزاده نشینان کوهستانی در بخش شرقی قفقاز شمالی بود. داغستان که در تقاطع تمدن‌های جهانی شمال و جنوب قرار دارد، صحنه تضاد منافع بسیاری از دولت‌ها و تا اوایل قرن نوزدهم بود که مهم‌ترین آن بین شاهنشاهی ایران و امپراتوری روسیه تزاری بود.
پتر کبیر روسیه بخش‌هایی از داغستان را در لشکرکشی ایرانی خود در ۱۷۲۲–۲۳ تصرف کرد. سپس نادرشاه ایران در سال ۱۷۳۵ داغستان را به امپراتوری خود بازگرداند. روسها در ۱۸۰۶ میلادی منطقه را به‌طور غیررسمی تصرف کردند که منجر به جنگهای ایران و روس شد و در نهایت در سال ۱۸۱۳، به دنبال پیروزی روسیه در جنگ، ایران جنوب داغستان را با دربند، همراه با سایر مناطق در قفقاز، به موجب عهدنامه گلستان به روسیه واگذار کرد.

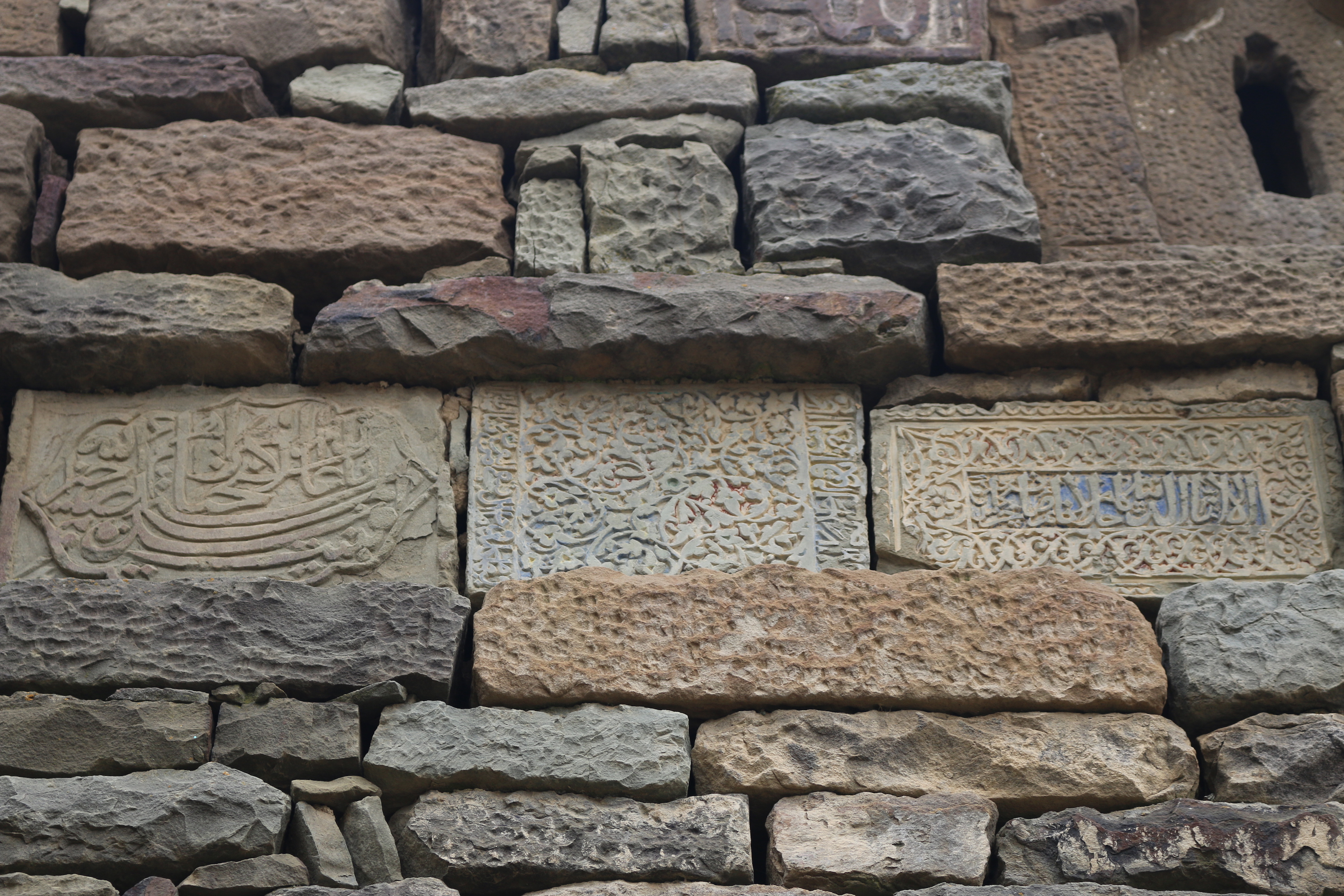
ده زرگران در کوباچی داغستان

## نام
کلمه داغستان ریشه ترکی و فارسی دارد و مستقیماً به «سرزمین کوه ها» ترجمه می‌شود. کلمه ترکی dağ به معنی کوه و پسوند فارسی استان. برخی از مناطق داغستان در زمان‌های مختلف به نام‌های لکیا، آواریا و تارکی شناخته می‌شدند. نام داغستان از نظر تاریخی به قفقاز شرقی اشاره دارد که توسط امپراتوری روسیه در سال ۱۸۶۰ گرفته شد و به استان داغستان تغییر نام داد. جمهوری خودمختار کنونی داغستان قلمرو بسیار بزرگتری را در بر می‌گیرد که در سال ۱۹۲۱ به عنوان جمهوری سوسیالیستی خودمختار شوروی داغستان با احتساب بخش شرقی استان ترک اوبلاست تأسیس شد.

## تاریخ

### دوران اولیه
قلمرو داغستان از قدیم الایام محل سکونت انسان بوده‌است. قدمت لایه‌های اولیه سایت روباس-۱ در منطقه دربند به ۲٫۲ تا ۲٫۳ میلیون سال پیش بازمی‌گردد. سایت Mukhkai 2 لایه ۱۲۹ مربوط به ۲٫۵ تا ۱٫۹ میلیون سال پیش است، سایت Mukhkai 2 لایه ۸۰ به ۱٫۸ میلیون سال پیش بازمی‌گردد.

### تاریخ باستان

#### کشاورزی و دامپروری
همان‌طور که آکادمیک نیکولای واویلف ثابت کرد: «داغستان مستقیماً بخشی از مرکز منشأ غلات کشت شده بود» و بنابراین در باستانی‌ترین منطقه آسیای خاور نزدیک در شکل‌گیری یک اقتصاد تولید - کشاورزی و دامپروری. به عنوان مثال، بقایای یک سکونتگاه کشف شده در نزدیکی روستای چوخ (داغستان مرکزی) تأیید می‌شود که قدمت آن به ۶۰۰۰ سال قبل از میلاد می‌رسد.

#### استفاده از آهن
قبلاً در طلوع «عصر آهن» - در نوبت هزاره II-I قبل از میلاد. ه. - مردم داغستان بر سلاح‌های آهنی تسلط یافتند، که بعداً به آنها اجازه داد تا در ارتباط نزدیک با مردمان نزدیک اورارتو، بدون موفقیت در برابر گسترش آشور مقاومت کنند (قرن IX-VII قبل از میلاد).

### دولت آلبانی
آلبانیایی‌ها در میان متحدان ایران هخامنشی در نبرد گوگمل در قرن چهارم قبل از میلاد ذکر شده‌اند. ه. که در جناح خود توانستند سیستم مقدونی‌ها را بشکنند و اردوگاه اسکندر را غارت کنند.
استرابون می‌نویسد که «آلبانیایی‌ها به ۲۶ زبان صحبت می‌کردند و چندین فدراسیون با پادشاهان خود تشکیل می‌دادند، اما اکنون یک پادشاه بر همه قبایل ایستاده‌است».

### قلمرو آلبانی
قلمرو آلبانی قفقاز در طول روند تاریخی توسط محققان به روش‌های مختلف تعریف شد. سرافیم
یوشکوف، مانند وی. قبایلی که در دشت‌های قفقاز شمالی زندگی می‌کردند.

### شهرهای آلبانی
به گفته مورخ M. G. Magomedov: "بطلمیوس ۲۹ شهر و سکونتگاه بزرگ در آلبانی را ذکر می‌کند. چهار شهر بزرگ در میان آنها برجسته هستند: Teleba، در دهانه رودخانه Herr. گلدا - در دهانه رودخانه کسیا؛ آلبانا - در دهانه رودخانه آلبانا؛ Getera - در دهانه رودخانه Kir. بقایای این شهرها به استثنای گترا در قلمرو داغستان حفظ شده‌است. آنها مهم‌ترین مراکز فرهنگی و اقتصادی آلبانی قفقاز بودند.

## هجوم رومیان، ایرانیان، اعراب و خزرها
در قرن سوم، آلبانی قفقاز، تحت ضربات لژیونرهای رومی، به دارایی‌های کوچک تجزیه شد.
در قرن چهارم، ایرانیان ساسانی برای جایگزینی رومیان به آلبانی حمله کردند. امپراتوری ساسانی جنگی طولانی با آلبانی در جنوب آغاز می‌کند. مسیحیت در آلبانی مستقر شده‌است. برخلاف ارمنستان و ایبریا، آلبانی که از بیزانس دور بود، نمی‌توانست روی حمایت جدی او حساب کند.
در اواسط قرن پنجم، مردم آلبانی، ارمنستان و گرجستان مبارزه سرسختانه ای علیه حکومت ایران در قفقاز به راه انداختند.
در قرن ششم، داغستان تا حدودی تحت فرمانروایی شاه ساسانی بود که در بسیاری از شاهزادگان قفقاز شرقی فرمانروایان خود را منصوب کرد. در زمان‌های قدیم یکی از پادشاهان داغستان صاحب تاج و تخت زرین بود و مورخان عرب ایالت او را سریر (تاویاک) می‌نامیدند. به گفته مسعودی، پایتخت سریر، خمرج معینی بوده‌است. مسعودی می‌نویسد: «ازدیجرد مورد اعتماد در سریر ساکن شد و به سلطنت رسید که بعداً به نام خانوادگی او موروثی شد و خود صاحب السریر نامیده شد. پایتخت این پادشاهی خومراج است.
انوشیروان پادشاهی سریر را با قلعه‌های فراوان مستحکم کرد و به پادشاه ساریر سرمایه‌گذاری داد تا تمام مناطق کوهستانی را اداره کند.

## حکومت ایران ساسانی و تهاجمات خزرها در ششم میلاد
اطلاعات بیشتر: آلبانی قفقاز
همچنین ببینید: امپراتوری ساسانی

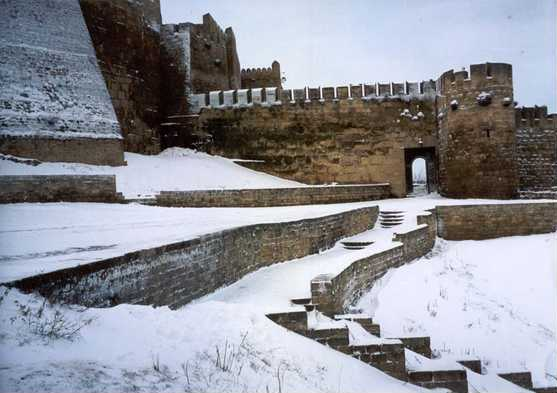
دربند در داغستان به خاطر قلعه ساسانی که در فهرست میراث جهانی یونسکو قرار دارد، شهرت دارد.

در قرن ششم امپراتوری ساسانی پس از بیش از ۱۰۰ سال جنگ قفقاز شرقی را فتح کرد و در نتیجه کل منطقه داغستان تحت نفوذ ایران قرار گرفت.
در سال ۵۵۲، «خزرها» به شمال شرق قفقاز حمله کردند و مناطق پست شمالی داغستان را اشغال کردند. خسرو اول پادشاه ایران (۵۳۱–۵۷۹) برای محافظت از دارایی‌های خود در برابر موج جدید کوچی‌ها، ساخت استحکامات دفاعی را در دربند آغاز کرد که گذرگاه باریکی را بین دریای خزر و کوه‌های قفقاز می‌بست. خسرو اول مالک قلعه گومیک بود. نام امروزی «دربند» واژه‌ای فارسی (دربند دربند) به معنای دروازه است که در همین عصر، در اواخر قرن پنجم یا اوایل قرن ششم پس از میلاد که شهر مجدداً تأسیس شد، رواج یافت. توسط کاواد اول از سلسله ساسانی ایران.
عناصر زبان باستانی ایران در گفتار روزمره مردم داغستان و شهر دربند به ویژه در زمان ساسانیان جذب شد و بسیاری از آنها باقی مانده‌است. سیاست «فارسی کردن» دربند و به‌طور کلی قفقاز شرقی را می‌توان طی قرن‌های متمادی، از خسرو اول تا شاهان صفوی، اسماعیل اول، و عباس کبیر دنبال کرد. بر اساس روایتی که در «دربندنامه» متأخر آمده‌است، خسرو اول پس از ساخت استحکامات، «مردم زیادی را از ایران به اینجا کوچاند و حدود ۳۰۰۰ خانوار را از داخل ایران به دربند و روستاهای مجاور کوچ داد. به نظر می‌رسد که این روایت توسط حامد محمد حارناتی عرب اسپانیایی تأیید شده‌است، که در سال ۱۱۳۰ گزارش داد که دربند با گروه‌های قومی زیادی، از جمله جمعیت زیادی فارسی‌زبان، سکنه شده‌است.

## تهاجمات اعراب
در قرن هفتم، اعراب شروع به تصرف قفقاز شرقی کردند. در سال ۶۴۳ در زمان خلیفه عمر بن خطاب، اعراب به رهبری عبدالرحمن بن ربیع دربند و مناطق مجاور آن را تصرف کردند.
در قرن هشتم، شاهزادگانی چون لکز، طبساران، گومیک، سریر و کیتاگ در کوهستان داغستان قرار داشتند. در دشت‌های شمالی داغستان شاهزاده تومان بود.
در سال ۷۹۷ خزرها به اعراب حمله کردند.

## استقلال داغستان
در قرن نهم در ارتباط با ناآرامی‌هایی که در خلافت آغاز شد، سریر استقلال یافت. شاه سریر در امور ایالت‌های تازه تأسیس شیروان و دربند دخالت می‌کرد و در جنگ‌های منطقه ای شرکت می‌کرد.

## تسلط ایرانیان و فتح روس‌ها

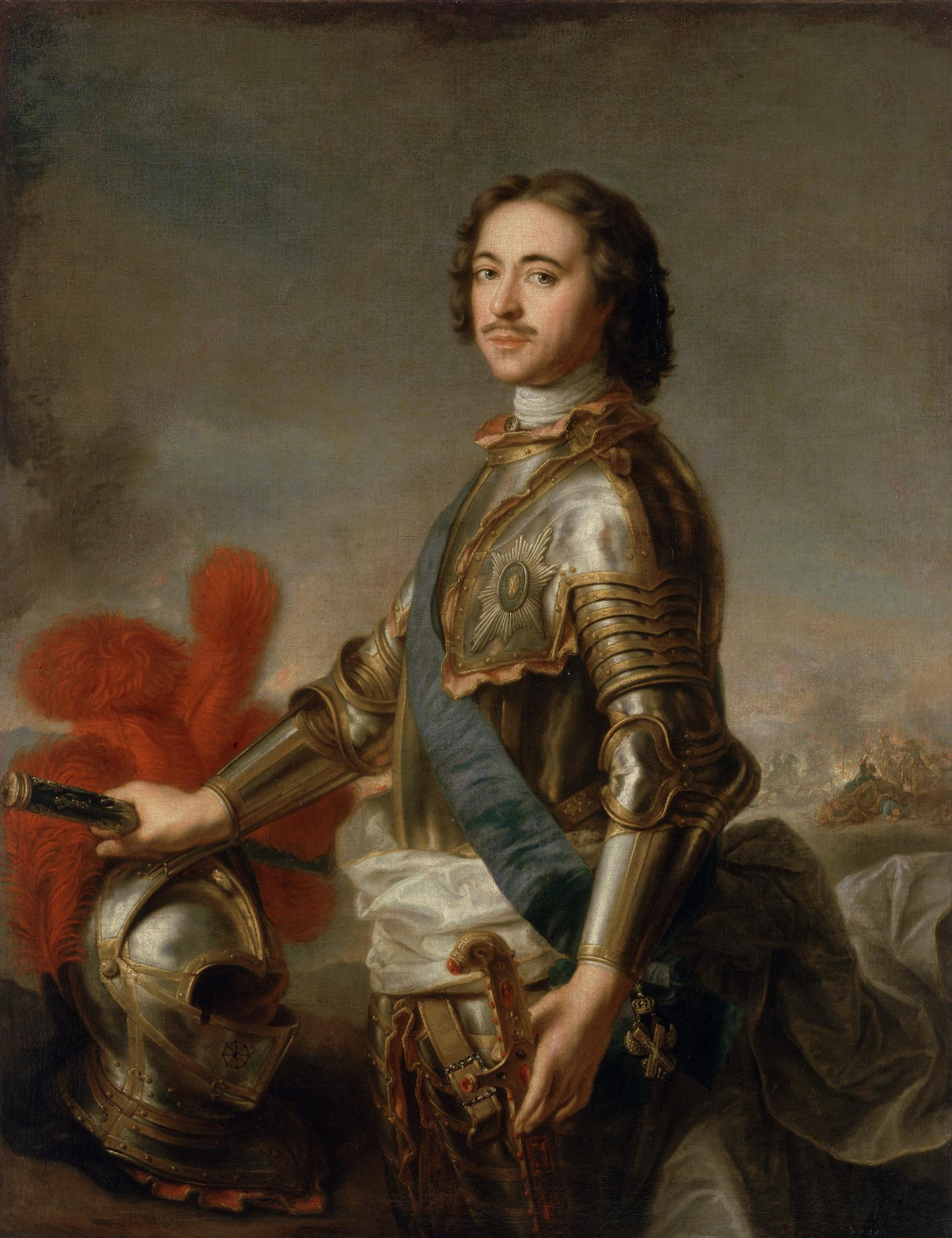
پتر کبیر روسیه بخش‌هایی از داغستان را در لشکرکشی خود در ۱۷۲۲–۲۳ تصرف کرد.

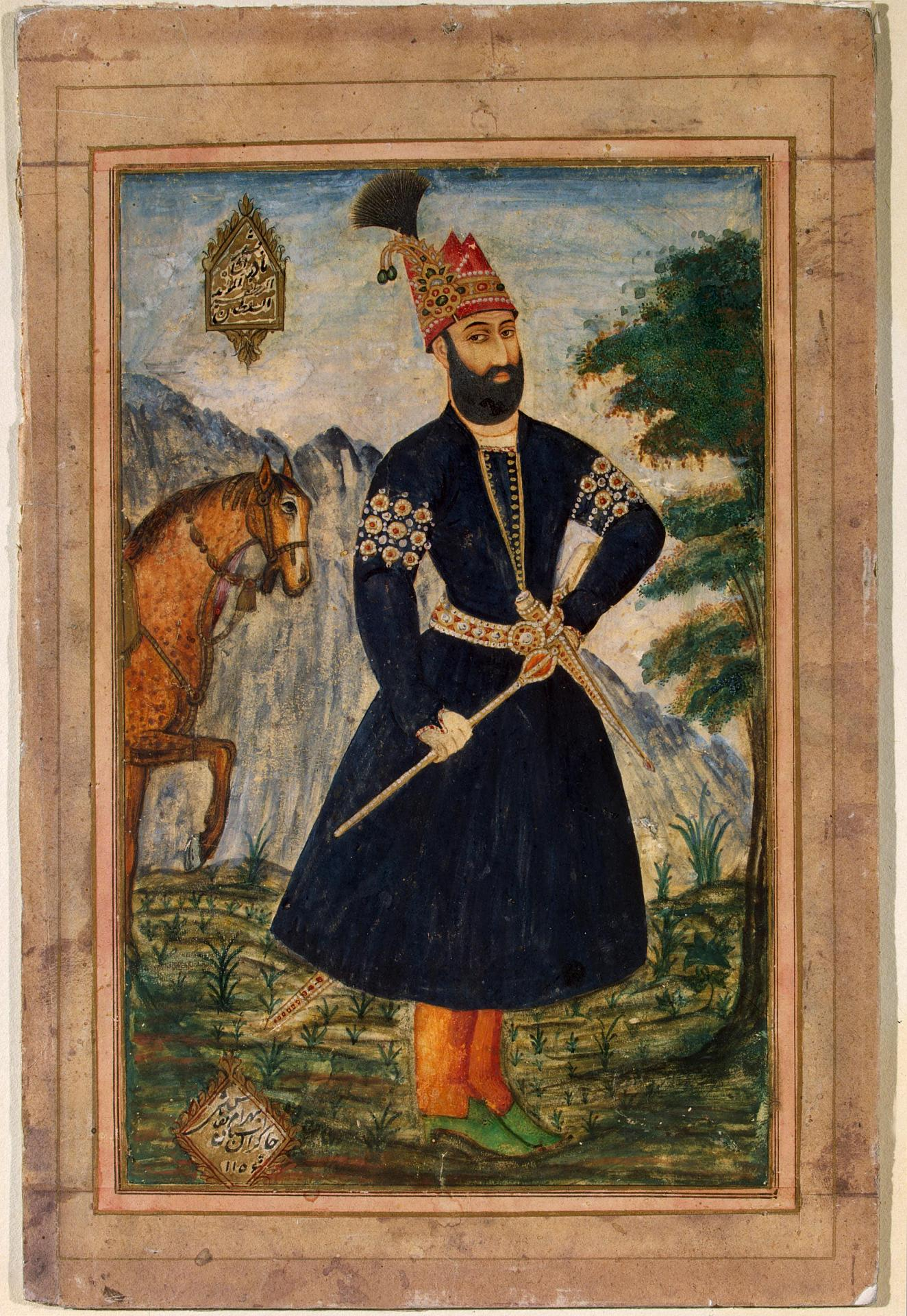
نادرشاه ایران در سال ۱۷۳۵ داغستان را به امپراتوری خود بازگرداند.

همچنین بنگرید: ایران صفوی، ایران افشاریان، لشکرکشی نادر به داغستان، ایران قاجار، خانات قفقاز و خانات دربند
نوشتارهای اصلی: جنگ‌های روسیه و ایران، عهدنامه گلستان، جنگ قفقاز و جنگ مرید
در اوایل قرن شانزدهم، ایرانیان (در زمان صفویان) حکومت خود را بر این منطقه تحکیم کردند که تا اوایل قرن نوزدهم به‌طور متناوب ادامه داشت. در قرون شانزدهم و هفدهم، سنت‌های قانونی مدون شد و جوامع کوهستانی (جماعت‌ها) به میزان قابل‌توجهی از خودمختاری دست یافتند، در حالی که قدرت‌های کومیک (شمهال‌ها) پس از جنگ روسیه و ایران (۱۶۵۱–۱۶۵۳) با وجود روس‌ها درخواست حمایت از تزار کردند. روس‌ها در قرن هجدهم، زمانی که پتر کبیر، داغستان دریایی را در جریان جنگ روسیه و ایران (۱۷۲۲–۱۷۲۲) تصرف کرد، تسلط خود را در منطقه تقویت کردند - اگرچه این سرزمین‌ها در سال ۱۷۳۵ به موجب عهدنامه گنجه به ایران بازگردانده شد.
قرن هجدهم نیز شاهد ظهور مجدد خانات آورستان بود که حتی در زمان لشکرکشی داغستان نادرشاه ایران توانست حملات نادرشاه ایران را دفع کند و خراجی را بر شیروان و گرجستان تحمیل کند. از سال ۱۷۴۷، بخش تحت حاکمیت ایران داغستان از طریق خانات دربند اداره می‌شد که مرکز آن دربنت بود. لشکرکشی ایرانی در سال ۱۷۹۶ منجر به تصرف دربند توسط روسیه شد. با این حال، روس‌ها بعداً به دلیل مشکلات داخلی دولت مجبور به عقب‌نشینی از کل قفقاز شدند و این امکان را برای ایران/ایران فراهم کرد تا این قلمرو را پس بگیرند.
در سال ۱۸۰۶ خانات تحت کنترل روسیه قرار گرفت، اما تنها پس از جنگ روسیه و ایران (۱۸۰۴–۱۸۱۳) بود که قدرت روسیه بر داغستان زمانی که ایران به‌طور رسمی این سرزمین را به روسیه واگذار کرد، تأیید شد. در سال ۱۸۱۳، به دنبال پیروزی روسیه در جنگ، ایران قاجار مجبور شد که جنوب داغستان را با دربند، همراه با سایر مناطق در قفقاز، به موجب عهدنامه گلستان به روسیه واگذار کند. معاهده ۱۸۲۸ ترکمنچای به‌طور نامحدود کنترل روسیه بر داغستان را تحکیم کرد و ایران را از معادلات نظامی منطقه حذف کرد.